# 古印度六派哲學
六派哲学，亦作正統派（Astika），是印度哲学的六個主要派別，興起於笈多王朝時期，即5世紀前後。共同尊奉《吠陀經》。

## 六派
這六派分別為：
1. 弥曼差
2. 吠檀多（ 或 Uttara Mimamsa）
3. 数论：於公元前4世紀由迦毗羅[2]所創立。
4. 胜论
5. 正理论
6. 瑜伽

六大派別有各自的經典，分別如下：
1. 弥曼差：《弥曼差经》、
2. 吠檀多：《梵經》、
3. 數論：《数论经》、
4. 胜论：《胜论经》、
5. 正理论：《正理经》、
6. 瑜伽：《瑜伽經》。

而歷史上及概念上，這六大派普遍分為以下三大類：
- 正理论-胜论、
- 数论-瑜伽及
- 弥曼差-吠檀多（ 或 Purva and Uttara Mimamsa）。

## 語源
（IAST:）指六大派別中每一個派別，是梵語形容詞及名詞，源於，即“存在”的意思，可解作“信念”或“信仰”。

## 其他教派
六派以外，還有影響巨大的哲學流派，其創始人通過苦修實證達到思想高峰，並以各種方便形式將其理論弘揚於世間。如 佛教、耆那教。
另有否定《吠陀經》的非婆羅門系宗教，它們的很多傳說和世界觀來源於印度教神話。如：
- 順世論
- 活命論（英语：Ājīvika）
- 無智論（英语：Ajñana）

## 汉译
正统哲学六派的经典数千年来只有少数汉译，大多数未译成汉语。2003年由姚卫群翻译的《古印度六派哲学经典》由北京商务印书馆出版，添补了一大空白，为中文世界的人研究古印度正统哲学提供了很大方便。

## 附註
1. ↑  Flood 1996，第231-2頁
2. ↑  又譯劫比羅 / 卡皮拉 / 伽毗羅
3. 1 2  Monier-Williams 2006
4. ↑  Apte 1965，第240頁

## 參看
- 印度哲學
- 六師外道，從佛教立場看印度教哲學。